# Nordmakedonien ved sommer-OL 2020
Nordmakedonien deltager under Sommer-OL 2020 i Tokyo som bliver afviklet i perioden 23. juli til 8. august 2021.

## Medaljer
| 2020 Tokyo     | Guld | Sølv | Bronze | Total |
| Nordmakedonien | 0    | 1    | 0      | 1     |

### Medaljevinderne
| Nordmakedonien under sommer-OL 2020 i Tokyo | Nordmakedonien under sommer-OL 2020 i Tokyo | Nordmakedonien under sommer-OL 2020 i Tokyo | Nordmakedonien under sommer-OL 2020 i Tokyo | Nordmakedonien under sommer-OL 2020 i Tokyo |
| Medalje                                     | Navn                                        | Sport                                       | Event                                       | Dato                                        |
| ------------------------------------------- | ------------------------------------------- | ------------------------------------------- | ------------------------------------------- | ------------------------------------------- |
| Sølv                                        | Dejan Georgievski                           | Taekwondo                                   | Mændenes +80 kg                             | 27. juli                                    |